# Saint-Hilaire-de-Riez
Saint-Hilaire-de-Riez is een gemeente in het Franse departement Vendée (regio Pays de la Loire). De plaats maakt deel uit van het arrondissement Les Sables-d'Olonne. De gemeente telde 12.923 inwoners op 1 januari 2022.

## Geschiedenis
Rié is een voormalig eiland, dat lange tijd enkel bestond uit duinen en moerassen. In 1622 versloeg hier in de Slag van Rié het leger van koning Lodewijk XIII een protestants leger. En in 1815 werd hier de Slag van Mathes uitgevochten, een gevecht tijdens de Honderd Dagen van Napoleon waarbij de royalistische generaal Louis de La Rochejaquelein sneuvelde.
De plaats ontwikkelde zich als badplaats aan het einde van de 19e eeuw, als eerste in de wijk Sion-sur-l'Océan. Er werden villa's en hotels gebouwd en tussen 1901 en 1935 was er ook een casino.
In 1917 werd het militair kamp van Champ-Gaillard geopend in de wijk Demoiselles, waar tussen 2.500 en 3.000 Amerikaanse militairen gelegerd waren. Het was een vliegveld waar piloten werden opgeleid.

## Geografie
De oppervlakte van Saint-Hilaire-de-Riez bedroeg op 1 januari 2022 48,85 vierkante kilometer; de bevolkingsdichtheid was toen 264,5 inwoners per km². De gemeente ligt aan de Golf van Biskaje; bekende plaatsjes aan de zee zijn Sion-sur-l'Océan, le Pissot en les Becs.
De onderstaande kaart toont de ligging van Saint-Hilaire-de-Riez met de belangrijkste infrastructuur en aangrenzende gemeenten.

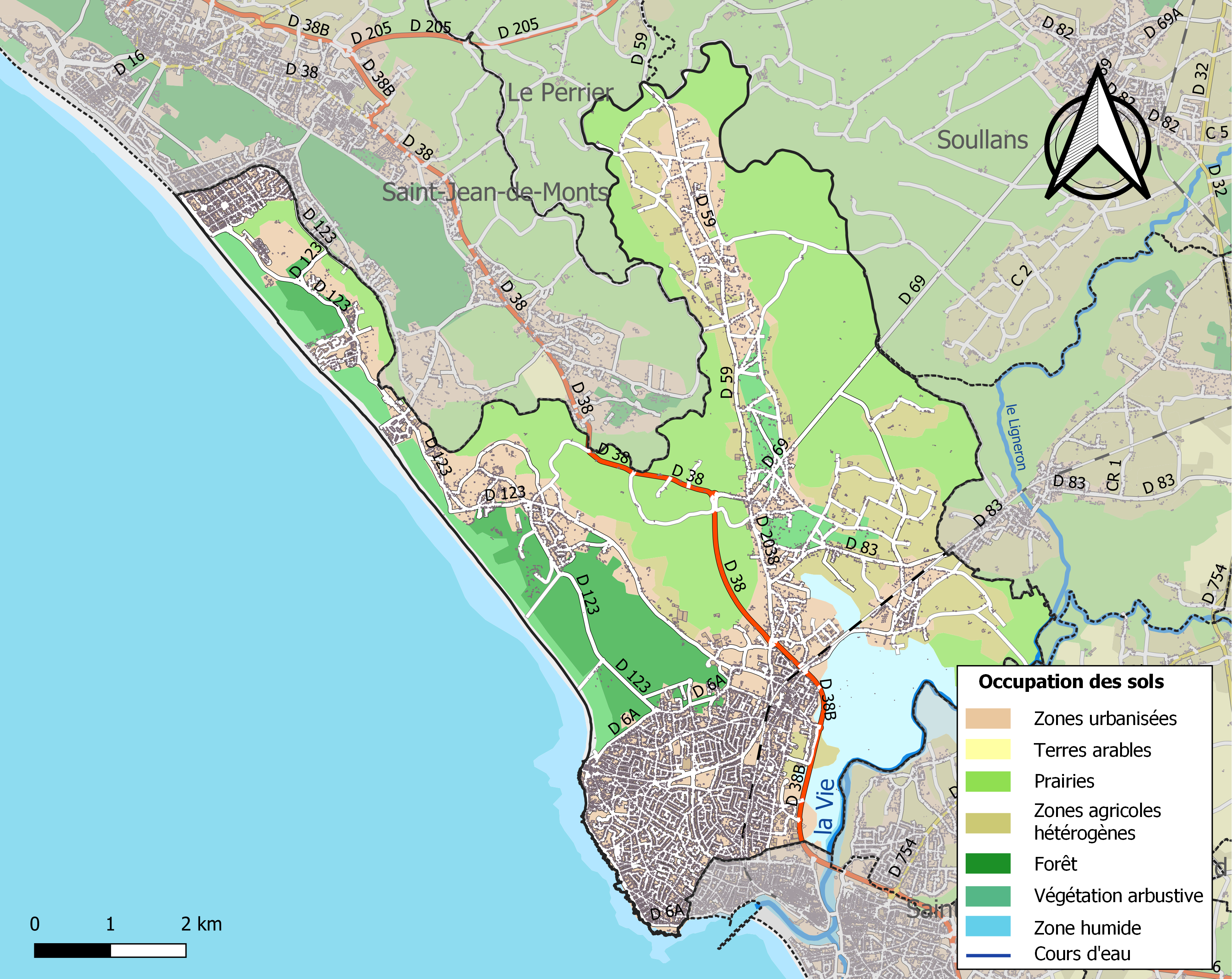

## Demografie
Onderstaande figuur toont het verloop van het inwonertal (bron: INSEE-tellingen).